# Pristidactylus
Pristidactylus is een geslacht van hagedissen uit de familie Leiosauridae.

## Naam en indeling
De wetenschappelijke naam van de groep werd voor het eerst voorgesteld door Leopold Fitzinger in 1843. Er zijn tien soorten, inclusief de in 2001 beschreven soort Pristidactylus nigroingulus.

## Verspreiding en habitat
Alle soorten komen voor in delen van Zuid-Amerika en leven in de landen Argentinië en Chili. Pristidactylus alvaroi komt daarnaast mogelijk voor in Peru. Veel soorten zijn endemisch in Argentinië. De habitat bestaat uit gematigde bossen, graslanden en scrubland.

## Beschermingsstatus
Door de internationale natuurbeschermingsorganisatie IUCN is aan alle soorten een beschermingsstatus toegewezen. vier soorten worden gezien als 'veilig' (Least Concern of LC), een soort als 'onzeker' (Data Deficient of DD), een soort als 'gevoelig' (Near Threatened of NT) en drie soorten als 'bedreigd' (Endangered of EN). De soort Pristidactylus casuhatiensis ten slotte staat te boek als 'ernstig bedreigd' (Critically Endangered of CR).

## Soorten
Het geslacht omvat de volgende soorten, met de auteur en het verspreidingsgebied.
| Naam                         | Auteur                      | Verspreidingsgebied     |
| ---------------------------- | --------------------------- | ----------------------- |
| Pristidactylus achalensis    | Gallardo, 1964              | Argentinië              |
| Pristidactylus alvaroi       | Donoso-Barros, 1975         | Chili, mogelijk in Peru |
| Pristidactylus araucanus     | Gallardo, 1964              | Argentinië              |
| Pristidactylus casuhatiensis | Gallardo, 1968              | Argentinië              |
| Pristidactylus fasciatus     | d’Orbigny & Bibron, 1837    | Argentinië              |
| Pristidactylus nigroingulus  | Cei, Scolaro & Videla, 2001 | Argentinië              |
| Pristidactylus scapulatus    | Burmeister, 1861            | Argentinië              |
| Pristidactylus torquatus     | Philippi, 1861              | Chili                   |
| Pristidactylus valeriae      | Donoso-Barros, 1966         | Chili                   |
| Pristidactylus volcanensis   | Lamborot & Díaz, 1987       | Chili                   |